# مجله تاریخ اقتصادی
مجله تاریخ اقتصادی یک مجله دانشگاهی تاریخ اقتصادی است که از سال ۱۹۴۱ به بعد منتشر می‌شود. بسیاری از مقالات آن کمیتی هستند و اغلب از رویکردهای رسمی که به نام کلیومتریک یا تاریخ جدید اقتصادی نامیده می‌شوند، برای تخمین‌های آماری پیروی می‌کنند.
این مجله به نمایندگی از انجمن تاریخ اقتصادی توسط انتشارات دانشگاه کمبریج منتشر شده است. ویراستاران آن، آن کارلوس در دانشگاه کلرادو و ویلیام کالینز در دانشگاه واندربیلت هستند.
این مجله یکی از بهترین مجلات تاریخ اقتصادی در کنار بررسی تاریخ اقتصاد اروپا، کاوش در تاریخ اقتصادی و بررسی تاریخ اقتصاد است. ضریب تأثیر آن در سال ۲۰۱۶ ۱٫۱۰۱ است.